# كارلوس زامبرانو
كارلوس أوغوستو زامبرانو (بالإسبانية: Carlos Augusto Zambrano)‏ (مواليد 10 يوليو 1989 في كالاو - بيرو) لاعب كرة قدم بيروفي يلعب حاليا لصالح نادي الدرجة الأولى شالكه الألماني منذ 2006 في مركز قلب الدفاع كما يجيد اللعب في مركز الوسط المدافع .

## روابط خارجية
- كارلوس زامبرانو على موقع قاعدة بيانات كرة القدم.إي يو (الإنجليزية)
- كارلوس زامبرانو على موقع بيانات كرة القدم. دي إي (الألمانية)
- كارلوس زامبرانو على موقع ناشيونال فوتبول تيمز (الإنجليزية)
- كارلوس زامبرانو على موقع Soccerway.com (الإنجليزية)
- كارلوس زامبرانو على موقع عالم كرة القدم.نت (الإنجليزية)
- كارلوس زامبرانو على موقع كووورة
- كارلوس زامبرانو على موقع AS.com (الإسبانية)